# Daniel Becke
Pour les articles homonymes, voir Becke.
Daniel Becke (né le 12 mars 1978 à Erfurt en Thuringe) est un coureur cycliste allemand, qui a terminé sa carrière en 2008 avec l'équipe Thüringer Energie. Spécialiste de la poursuite, il a été Champion olympique de poursuite par équipes en 2000 et deux fois champion du monde. Il a également couru sur route entre 2001 et 2008.

## Biographie
Daniel Becke fait ses débuts au cyclisme au plus haut niveau par la piste. À vingt ans, il remporte l'épreuve de poursuite par équipes de la manche berlinoise de la coupe du monde. L'année suivante, il est sacré champion d'Allemagne de la discipline, puis champion du monde avec Robert Bartko, Guido Fulst et Jens Lehmann. Cette équipe devient championne olympique à Sydney, en battant le record olympique en 3 minutes 59 secondes et 71 centièmes. Avec Sebastian Siedler remplaçant Bartko, la Mannschaft conserve également son titre de championne du monde à Manchester.
En 2001, Daniel Becke signe un premier contrat professionnel avec l'équipe Coast. Ce passage à la route s'avèrera moins fructueux que sa jeune carrière sur piste. En 2003, il participe pour la première fois au Tour de France, aux côtés de Jan Ullrich. L'année suivante, il s'engage avec l'équipe espagnole Illes Balears, puis en 2006 dans la nouvelle équipe Milram. Ses meilleurs résultats durant ces années sont une quatrième place au championnat d'Allemagne du contre-la-montre et une neuvième place lors de la dernière étape du Tour d'Espagne 2002, également contre-la-montre.
Non-conservé par Milram à la fin de la saison 2006, il retrouve l'équipe Thüringer Energie avec laquelle il reprend la piste. En juillet 2007, il publie une lettre ouverte destinée à la classe politique allemande. S'estimant pénalisé durant sa carrière par les pratiques de dopage de certains coureurs, il y demande l'adoption de mesures plus sévères contre le dopage. Il met fin à sa carrière à l'issue de la saison 2008.

## Palmarès

### Palmarès sur piste

#### Jeux olympiques
- Sydney 2000
  -  Champion olympique de poursuite par équipes (avec Robert Bartko, Guido Fulst et Jens Lehmann)

#### Championnats du monde
- Berlin 1999
  -  Champion du monde de poursuite par équipes (avec Robert Bartko, Guido Fulst et Jens Lehmann)
- Manchester 2000
  -  Champion du monde de poursuite par équipes (avec Sebastian Siedler, Guido Fulst et Jens Lehmann)

#### Coupe du monde
- 1998
  - 1er de la poursuite par équipes à Berlin (avec Robert Bartko, Guido Fulst et Christian Lademann)

#### Championnats d'Allemagne
- Champion d'Allemagne de poursuite par équipe : 1999 (avec Robert Bartko, Sebastian Siedler et Christian Bach)
- Champion d'Allemagne de poursuite individuelle : 2003

### Palmarès sur route
- 2005
  - 4e du championnat d'Allemagne du contre-la-montre

## Résultats sur les grands tours

### Tour de France
- 2003 : 145e
- 2004 : abandon (17e étape)
- 2005 : 152e

### Tour d'Espagne
- 2002 : 124e
- 2006 : abandon (18e étape)

## Classements mondiaux

### Sur route
| Année              | 2000  | 2001  | 2002 | 2003 | 2004  | 2005 | 2006 | 2007 | 2008 |
| Classement UCI     | 1515e | 1367e | 775e | 737e | 1124e |      |      |      |      |
| Classement ProTour |       |       |      |      |       | NC   | NC   |      |      |
| Europe Tour        |       |       |      |      |       |      |      | NC   | NC   |